# The Late Show (film)
The Late Show is een Amerikaanse filmkomedie uit 1977 onder regie van Robert Benton. Destijds werd de film uitgebracht onder de titel Alleen de kat kende de moordenaar.

## Verhaal
Vlak voor zijn pensioen moet detective Ira Wells twee zaken oplossen. Zijn ex-collega wordt vermoord en een hippie wil dat hij zijn verdwenen kat opspoort. Al spoedig komt hij erachter dat de beide zaken iets met elkaar te maken hebben.

## Rolverdeling
| Acteur         | Personage        |
| -------------- | ---------------- |
| Art Carney     | Ira Wells        |
| Lily Tomlin    | Margo Sterling   |
| Bill Macy      | Charlie Hatter   |
| Eugene Roche   | Ron Birdwell     |
| Joanna Cassidy | Laura Birdwell   |
| John Considine | Lamar            |
| Ruth Nelson    | Mevrouw Schmidt  |
| John Davey     | Brigadier Dayton |
| Howard Duff    | Harry Regan      |